# روبرت أوبشاو
روبرت أوبشاو (بالإنجليزية: Robert Upshaw)‏ مواليد 5 يناير 1994 في فريسنو، هو لاعب كرة سلة أمريكي. بدأ مسيرته الاحترافية في سنة 2015. يلعب مع نادي ميروبا الرياضي كلاعب وسط. يحمل الرقم 5. يبلغ طوله 7 قدم 0 بوصة (2.1 م). لعب مع لوس أنجلوس ديفيندرز في دوري الرابطة الوطنية لفئة التطوير.

## روابط خارجية
- روبرت أوبشاو على موقع الدوري الأوروبي لكرة السلة (الإنجليزية)
- روبرت أوبشاو على موقع سبورتس رفرنس (الإنجليزية)
- روبرت أوبشاو على موقع الدوري الإسباني لكرة السلة (الإسبانية)
- روبرت أوبشاو على موقع كرة السلة الأوروبية.كوم (الإنجليزية)
- روبرت أوبشاو على موقع كلية كرة السلة في سبورتس رفرنس.كوم (الإنجليزية)
- روبرت أوبشاو على موقع ريلجم (الإنجليزية)
- روبرت أوبشاو على موقع بروبوليرز (الإنجليزية)
- روبرت أوبشاو على موقع سبورتس رفرنس (الإنجليزية)
- روبرت أوبشاو على موقع سبورتس رفرنس (الإنجليزية)